# Saint-Georges-le-Fléchard
Saint-Georges-le-Fléchard là một xã của tỉnh Mayenne, thuộc vùng Pays de la Loire, tây bắc nước Pháp.